# Пам'ятки архітектури Феодосійської міськради
На території Феодосійської міськради перебуває 38 пам'яток архітектури та архітектуроно-археологічних комплексів, з яких 12 — національного значення.
| № п/п                  | Обліковій номер | Найменування пам'ятника                                   | дата                            | Місто                         | Розташування                                                                  | Рішення про взяття на облік                                                                 | фото |  |
| ---------------------- | --------------- | --------------------------------------------------------- | ------------------------------- | ----------------------------- | ----------------------------------------------------------------------------- | ------------------------------------------------------------------------------------------- | ---- |  |
| м. Феодосія            |                 |                                                           |                                 |                               |                                                                               |                                                                                             |      |  |
| Національного значення |                 |                                                           |                                 |                               |                                                                               |                                                                                             |      |  |
| 1                      | 269-Н           | Міська фортеця                                            |                                 | Феодосія                      |                                                                               | Постанова РМ УРСР від 24.08.1963р. № 970, діл. №269-274; Рішення КО від 22.05.1979р. № 284. |      |  |
| 2                      | 270-Н           | Генуезький міст                                           |                                 | Феодосія                      |                                                                               | Постанова РМ УРСР від 24.08.1963р. № 970, діл. № 269-274; Рішення КО від 22.05.1979р. № 284 |      |  |
| 3                      | 271-Н           | Церква Св. Сергія                                         |                                 | Феодосія                      |                                                                               | Постанова РМ УРСР від 24.08.1963р. № 970, діл. №269-274; Рішення КО від 22.05.1979р. № 284  |      |  |
| 4                      | №272-Н          | Церква архангелів (церква Гавриїла та Михаїла)            |                                 | Феодосія                      |                                                                               | Постанова РМ УРСР від 24.08.1963р. № 970, діл. №269-274; Рішення КО від 22.05.1979р. № 284  |      |  |
| 5                      | №273-Н          | Церква Георгія (вірмено-григоріанська церква Св. Георгія) |                                 | Феодосія                      |                                                                               | Постанова РМ УРСР від 24.08.1963р. № 970, діл. №269-274; Рішення КО від 22.05.1979р. № 284  |      |  |
| 6                      | №274-Н          | Мечеть Муфти-Джамі                                        | XIV — XV ст.                    | Феодосія                      |                                                                               | Постанова РМ УРСР від 24.08.1963р. № 970, уч. №269-274; Рішення КО від 22.05.1979р. № 284   |      |  |
| 7                      | 1209-Н          | Фонтан вірменський                                        | XVI ст. (1586г.)                | Феодосія                      | пер. Айвазовського/вул. Морська                                               | Постанова РМ УРСР від 06.09.1979р. № 442, діл. №1209; Рішення КО від 22.05.1979р. №284      |      |  |
| 8                      | 1212-Н          | Будівля колишньої дачі «Мілос»                            | 1909-1911рр.                    | Феодосія                      | пр. Айвазовського, 33 (пр. Леніна) / вул. Революційна, 2                      | Постанова РМ УРСР від 06.09.1979р. № 442, діл. №1212                                        |      |  |
| 9                      | 1211-Н          | Будівля колишньої дачі Стамболі                           | 1909-1914 рр.                   | Феодосія                      | пр. Айвазовського, 47 (пр. Леніна)                                            | Постанова РМ УРСР від 06.09.1979р. № 442, діл. №1211; Рішення КО від 22.05.1979р. №284      |      |  |
| 10                     | 1210-Н          | Фонтан Айвазовського                                      | 1888р.                          | Феодосія                      |                                                                               | Постанова РМ УРСР від 06.09.1979р. № 442, діл. №1210; Рішення КО від 22.05.1979р. №284      |      |  |
| 11                     | 1213-Н          | Введенська церква                                         | XIV ст. (XIX ст.-Добудова)      | Феодосія                      |                                                                               | Постанова РМ УРСР від 06.09.1979р. № 442, діл. №1213; рішення КО від 22.05.1979р. №284      |      |  |
| 12                     | 268-Н           | Генуезька фортеця (Карантин)                              | XIII-XVI ст.                    | Феодосія                      |                                                                               | Постанова РМ УРСР від 24.08. 1963р. № 970, уч. №268                                         |      |  |
| Місцевого значення     |                 |                                                           |                                 |                               |                                                                               |                                                                                             |      |  |
| 1                      | -               | Ротонда                                                   | XIX ст.                         | Феодосія                      | пр. Айвазовського (пр. Леніна)/вул. Пляжної                                   | Рішення КО від 20.02.1990 № 48                                                              |      |  |
| 2                      | -               | Ротонда                                                   | XIX ст.                         | Феодосія                      | пр. Айвазовського (пр. Леніна)/вул. Галерейна                                 | Рішення КО від 20.02.1990 № 48                                                              |      |  |
| 3                      | 4714-АР         | Колишній будинок Л.Ф.Лагоріо — художника                  | 1906 р.                         | Феодосія                      | пр. Айвазовського, 11 (пр. Леніна), літер "А "                                | Наказ МКтаТ України від 25.10.2010 №957/0/16-10                                             |      |  |
| 4                      | -               | Особняк                                                   | початок XX ст.                  | Феодосія                      | пр. Айвазовського, 23 (пр. Леніна)                                            | Рішення КО від 20.02.1990 № 48                                                              |      |  |
| 5                      | -               | Колишня дача в стилі «модерн»                             | початок XX ст.                  | Феодосія                      | пр. Айвазовського, 25 (пр. Леніна, 23), корпус № 2 санаторію "Восход "        | Рішення КО від 05.06.1984 № 284                                                             |      |  |
| 6                      | -               | Колишній особняк                                          | початок XX ст.                  | Феодосія                      | пр. Айвазовського, 27 (пр. Леніна)                                            | Рішення КО від 05.06.1984 № 284                                                             |      |  |
| 7                      | -               | Колишня дача Папахрісто                                   | початок XX ст.                  | Феодосія                      | пр. Айвазовського, 35 (пр. Леніна, 37), корпус № 1 санаторію "Волна "         | Рішення КО від 05.06.1984 № 284                                                             |      |  |
| 8                      | -               | Особняк                                                   | кінець XIX ст.                  | Феодосія                      | пр. Айвазовського, 37 (пр. Леніна, 39), корпус № 2 санаторію "Волна"          | Рішення КО від 05.06.1984 № 284                                                             |      |  |
| 9                      | -               | Особняк                                                   | кінець XIX ст.                  | Феодосія                      | пр. Айвазовського, 39 (пр. Леніна, 41), корпус № 3 санаторію "Волна"          | Рішення КО від 05.06.1984 № 284                                                             |      |  |
| 10                     | -               | Колишня дача Соломона Криму                               | 1914 р.                         | Феодосія                      | пр. Леніна, 31 (пр. Айвазовського)                                            | Рішення КО від 22.05.1979 № 284                                                             |      |  |
| 11                     | -               | Житловий будинок                                          | початок XIX ст.                 | Феодосія                      | вул. 8 березня, 8/ вул. Чапаєва, 12                                           | Рішення КО від 20.02.1990 № 48                                                              |      |  |
| 12                     | -               | Особняк Е.К.Мізірової (Мазірова)                          | 1880 р.                         | Феодосія                      | вул. Галерейна, 4, літер "А "                                                 | Рішення КО від 20.02.1990 № 48                                                              |      |  |
| 13                     | -               | Будівля банку                                             | початок XX ст.                  | Феодосія                      | вул. Горького, 12, літер "А "                                                 | Рішення КО від 20.02.1990 № 48                                                              |      |  |
| 14                     | -               | Лазня турецька (руїни)                                    | XVI-XVII ст.                    | Феодосія                      | вул. Желябова, 13/ вул. Мічуріна, 17, літер "Н ", на території дитячого садка | Рішення КО від 20.02.1990 № 48                                                              |      |  |
| 15                     | -               | Фонтан                                                    | XVI ст., перебудова XX ст.      | Феодосія                      | вул. Желябова, 13/ вул. Мічуріна, 17, літер «П», на території дитячого садка  | Рішення КО від 20.02.1990 № 48                                                              |      |  |
| 16                     | -               | Будинок житловий з галереєю                               | XVIII-XIX ст.                   | Феодосія                      | вул. Желябова, 19                                                             | Рішення КО від 20.02.1990р. № 48                                                            |      |  |
| 17                     | -               | Особняк                                                   | початок XIX ст.                 | Феодосія                      | вул. Желябова, 7                                                              | Рішення КО від 20.02.1990 № 48                                                              |      |  |
| 18                     | -               | Житловий будинок                                          | XVIII ст.                       | Феодосія                      | вул. Караїмська, 14                                                           | Рішення КО від 22.05.1979 № 284                                                             |      |  |
| 19                     | -               | Житловий будинок                                          | XIX ст.                         | Феодосія                      | вул. Червоноармійська, 13                                                     | Рішення КО від 20.02.1990 № 48                                                              |      |  |
| 20                     | -               | Будинок житловий з галереєю та воротами                   | XVIII-XIX ст.                   | Феодосія                      | вул. Червоноармійська, 19                                                     | Рішення КО від 20.02.1990 № 48                                                              |      |  |
| 21                     | -               | Житловий будинок                                          | XIX ст.                         | Феодосія                      | вул. Мічуріна, 10                                                             | Рішення КО від 20.02.1990 № 48                                                              |      |  |
| 22                     | -               | Міське кладовище                                          | кінець XIX ст., 1903 р., 1911р. | Феодосія                      | вул. Назукіна/вул. Радянська                                                  | Рішення КО від 05.06.1984 № 284                                                             |      |  |
| 23                     | -               | Водонапірна башта «Білий басейн»                          | початок XX ст.                  | Феодосія                      | вул. Російська, 77а, літер "А"                                                | Рішення КО від 05.06.1984 № 284                                                             |      |  |
| 24                     | -               | Житловий будинок                                          | XIX ст.                         | Феодосія                      | вул. Чапаєва, 10                                                              | Рішення КО від 20.02.1990 № 48                                                              |      |  |
| 25                     | -               | Фонтан у колишньої церкви Стефана                         | XV-XVII ст.                     | Феодосія                      | феодосійський «Карантин»                                                      | Рішення КО від 22.05.1979 № 284                                                             |      |  |
| Феодосійська міськрада |                 |                                                           |                                 |                               |                                                                               |                                                                                             |      |  |
| Місцевого значення     |                 |                                                           |                                 |                               |                                                                               |                                                                                             |      |  |
| 1                      | 4715-АР         | Церква                                                    | 1830 р.                         | Насипновська с/р, с. Насипне, | вул. Південнобережна, 35, літер "А"                                           | Наказ МКтаТ України від 25.10.2010 №957/0/16-10                                             | -    |  |